# João Anagnosta
João, dito Anagnosta (em grego: Ἀναγνώστης; romaniz.: Anagnostes; "leitor"), foi um historiador bizantino do século XV. Ele foi uma testemunha ocular do saque de Tessalônica pelos turcos otomanos em 29 de março de 1430, um evento descrito em detalhes em seu "Relato da Captura Final de Tessalônica" (em grego: ιήγησις περί τῆς τελευταίας άλώσεως τῆς Θεσσαλονίχης, que ele escreveu com uma monódia acompanhando para lamentar a queda da cidade.

## História
Tessalônica já tinha sido capturada pelos otomanos em 1387, mas eles não foram capazes de mantê-la após a Batalha de Ancara em 1402. O Império Bizantino, incapaz de defendê-la, a vendeu para a República de Veneza em 1423, mas não houve tempo de preparar uma defesa contra o outro cerco otomano naquele ano. Os otomanos novamente foram incapazes de preservar a posse da cidade permanentemente e os venezianos logo entraram em guerra.

## Cerco de Tessalônica
Começando em 29 de março de 1430, o sultão otomano Murade II começou um cerco de três dias a Tessalônica, resultado na conquista da cidade pelo exército otomano e a captura de 7 000 para serem vendidos como escravos. Os venezianos concordaram com um tratado de paz e se retiraram da região em 1432, deixando os turcos com livre domínio sobre a região.

## Edições
- Edição em grego, com tradução para o latim por Leão Alácio, publicada com a obra de Jorge Frantzes no Corpus Scriptorum Historiae Byzantinae, 1838, p. 483-534. (Immanuel Bekker, ed.) - Disponível online.
- Edição em inglês em Melville-Jones, John R. Venice and Thessalonica 1423-1430: The Greek Accounts. Archivio del Litorale Adriatico, 8. Padova: Unipress, 2006. ISBN 888098228X.